# Commercial Lunar Payload Services
Il Commercial Lunar Payload Services (CLPS) è un programma operativo dalla NASA per servizi di trasporto capaci di inviare merci, lander e rover sulla Luna, con l'obiettivo di ricercare risorse lunari, testare prototipi per l'utilizzo in situ di risorse ed effettuare altri esperimenti per supportare il programma Artemis.
La NASA si aspetta da parte degli appaltatori di svolgere tutte le attività necessarie a integrare, trasportare e operare in sicurezza i carichi dell'Agenzia, compresi veicoli di lancio, lander, rover e altre attrezzature di superficie. Le prime opportunità di lancio si prevedono per luglio 2021.

## Descrizione
I contratti del CLPS sono del tipo ID\IQ, ovvero per un numero non definito di missioni per un valore massimo di 2.6 miliardi di dollari fino al novembre 2028. L'obiettivo della NASA è di ridurre i costi a carico dell'Agenzia mettendo in competizione più fornitori da scegliere di volta in volta per ciascuna missione, tenendo in considerazione fattori di fattibilità tecnica, economica e di tempistiche. La NASA ha quindi costituito una "short list" di compagnie che avranno il diritto a partecipare a future gare per fornire servizi nell'ambito del CLPS.

### Le compagnie selezionate
Le prime nove compagnie furono selezionate a novembre 2018: Astrobotic Technology, Inc., Deep Space Systems, Draper, Firefly Aerospace, Inc., Intuitive Machines, Lockheed Martin Space, Masten Space Systems, Inc., Moon Express, Orbit Beyond.
Durante il mese di luglio 2019 la NASA annunciò una nuova chiamata per le aziende per fornire lander adeguati a inviare carichi più pesanti sulla superficie lunare. Le cinque compagnie furono selezionate il successivo novembre, in aggiunta alle nove selezionate nel 2018. Si trattava di: Tyvak Nano-Satellite Systems Inc, SpaceX, Sierra Nevada Corp., Blue Origin e Ceres Robotics.

### I contratti stipulati
Il 31 maggio 2019, tre delle compagnie selezionate nella prima fase stipularono i primi contratti: Astrobotic Technology per inviare quattordici carichi nel cratere Lacus Mortis, per un contratto da 79,5 milioni di dollari, entro luglio 2021; Intuitive Machines per inviare cinque carichi verso Oceanus Procellarum, per un contratto da 77 milioni di dollari, entro luglio 2021; OrbitBeyond per inviare quattro carichi nel Mare Imbrium, per un contratto da 97 milioni di dollarim entro settembre 2020. Due mesi dopo, tuttavia, OrbitBeyond richiese di essere esonerata dal contratto a causa di "problematiche interne alla compagnia". Ad agosto 2019, Astrobotic informò di aver firmato un contratto con United Launch Alliance per lanciare il suo lander con il nuovo razzo Vulcan Centaur. Il successivo ottobre Intuitive Machines annunciò un accordo con SpaceX per lanciare la sua missione.
Ad aprile 2020, la NASA ha selezionato Masten Space Systems per inviare, con il suo lander, otto carichi scientifici sulla Luna nel 2022, per un contratto da 75.9 milioni di dollari. Il successivo agosto, la compagnia ha stipulato un accordo con SpaceX per lanciare il lander dalla Terra.
A giugno 2020, Astrobotic Technology, Inc. è stata selezionata per un contratto da 199.5 milioni di dollari per inviare il Volatiles Investigating Polar Exploration Rover (VIPER) sulla Luna nel 2023.

## Lista delle missioni
Ciascuna delle aziende selezionate ha proposto l'utilizzo di un proprio lander/rover per effettuare i servizi parte del contratto. Non sono nella lista sottostante aziende che erano state selezionate ma le cui missioni sono state cancellate, come OrbitBeyond, che ha cancellato la missione nel 2019, e la Masten Space Systems, azienda fallita nel 2022 che ha venduto la sua tecnologia ad Astrobotic Technology. A luglio 2024, il rover VIPER, progettato dalla NASA, è stato cancellato dalla missione Griffin Mission 1. 
| No      | Nome                  | Lancio           | Compagnia             | Lander     | Lanciatore   | Data contratto | Sito di allunaggio              | Note | Stato       |
| ------- | --------------------- | ---------------- | --------------------- | ---------- | ------------ | -------------- | ------------------------------- | --- | ----------- |
| CLPS-1  | Peregrine Mission One | 8 gennaio 2024   | Astrobotic Technology | Peregrine  | Vulcan       | Maggio 2019    | Gruithuisen Gamma               | Trasportava 20 carichi utili, inclusi 5 della NASA. L'allunaggio è stato abbandonato a causa di una perdita di propellente, la sonda dopo 10 giorni è rientrata nell'atmosfera, venendo distrutta.                                                | Fallito     |
| CLPS-2  | Nova-C IM-1 Odysseus  | 15 febbraio 2024 | Intuitive Machines    | Nova-C     | Falcon 9     | Maggio 2019    | Nei pressi del Cratere Malapert | Ha trasportato 6 carichi utili contrattati dalla NASA, nonché altri 6 carichi utili di altri clienti. Il veicolo spaziale ha funzionato per 14 giorni dopo l'allunaggio.                                                                          | Riuscito    |
|         | Blue Ghost M1         | Gennaio 2025     | Firefly Aerospace     | Blue Ghost | Falcon 9     | Febbraio 2021  | Mare Crisium                    | Trasporta 10 payload. | Programmato |
| CLPS-3  | Nova-C IM-2 Athena    | Gennaio 2025     | Intuitive Machines    | Nova-C     | Falcon 9     | Ottobre 2020   | Polo sud                        | Trasporterà sulla Luna una trivella (PRIME-1) combinata con uno spettrometro di massa, per tentare di raccogliere il ghiaccio dal sottosuolo. | Programmato |
|         | Griffin Mission 1     | Settembre 2025   | Astrobotic Technology | Griffin    | Falcon Heavy | Giugno 2020    | Cratere Nobile                  | Primo volo del lander Griffin più grande di Astrobotic. Era previsto che trasportasse il rover VIPER della NASA, per lo studio delle risorse lunari al polo sud, ma il lancio del rover è stato cancellato a luglio 2024..                        | Programmato |
|         | IM-3                  | Ottobre 2025     | Intuitive Machines    | Nova-C     | Falcon 9     | Novembre 2021  | Reiner Gamma                    | IM-3 trasporterà 92 kg di carico utile sulla Luna, compreso il retroriflettore laser MoonLIGHT fornito dall'ESA. | Programmato |
| CLPS-12 | Da definire           | 2026             | Draper Laboratory     | APEX 1.0   | Da definire  | Luglio 2022    | Cratere Schrödinger             | LuSEE-Lite, un pezzo di ricambio dello strumento FIELDS della Parker Solar Probe, volerà in questa missione. | Programmato |
| CS-3    | Blue Ghost M2         | 2026             | Firefly Aerospace     | Blue Ghost | Da definire  | Marzo 2023     | Faccia nascosta                 | Trasporterà satelliti per comunicazioni e trasmissione dati dell'ESA verso l'orbita lunare, LuSEE-Night (un radiotelescopio) e User Terminal (un dimostratore di tecnologia di comunicazione) verso il lato nascosto della Luna.                  | Programmato |
| CP22    | Missione IM-4         | 2027             | Intuitive Machines    | Nova-C     | da definire  |                | Polo sud                        | Trasporterà 10 payload, tra cui il Package for Resource Observation and in-Situ Prospecting for Exploration, Commercial exploitation, and Transportation (PROSPECT), sviluppato da ESA, per l'estrazione e l'analisi di campioni di suolo lunare. | Programmato |

## I carichi scientifici
A febbraio 2019 la NASA ha selezionato i primi 12 carichi scientifici da consegnare con i lander delle compagnie vincitrici delle gare di appalto. Tali tecnologie sono state sviluppate da diversi centri di ricerca della NASA, in particolare l'Ames Research Center in California; il Glenn Research Center a Cleveland; il Goddard Space Flight Center a Greenbelt,in Maryland; il Johnson Space Center a Houston; il Langley Research Center a Hampton, in Virginia; il Marshall Space Flight Center a Huntsville, in Alabama.
- Il Linear Energy Transfer Spectrometer, che misurerà il livello di radiazione ambientale sulla superficie lunare.
- Il Near-Infrared Volatile Spectrometer System, uno spettrometro.
- Il Neutron Spectrometer System and Advanced Neutron Measurements, spettrometro a neutroni per misurare la quantità di idrogeno.
- Il Ion-Trap Mass Spectrometer for Lunar Surface Volatiles instrument, uno spettometro che misurerò ekenenti volatili sulla superficie e nell'esosfera lunare.
- Un magnetometro, che misurerà il campo magnetico superficiale.
- Il Low-frequency Radio Observations from the Near Side Lunar Surface instrument, uno strumento radio che misurerà la densità di fotoelettroni vicino alla superficie.

Tre strumenti raccoglieranno informazioni cruciali durante l'ingresso in atmosfera, la discesa e l'atterraggio, per la progettazione dei futuri lander lunari:
- La Stereo Cameras for Lunar Plume-Surface Studies
- Il Surface and Exosphere Alterations by Landers monitorerà quali saranno gli effetti dell'atterraggio sull'esosfera.
- Il Navigation Doppler Lidar for Precise Velocity and Range Sensing misurerà con precisione velocità e oscillazione durante la discesa.

Altre due tecnologie sperimentali sono previste:
- Il Solar Cell Demonstration Platform for Enabling Long-Term Lunar Surface Power dimostrerà l'utilizzo di pannelli solari di grandi dimensioni per permanenze lunghe sulla superficie lunare.
- Il Lunar Node 1 Navigation Demonstrator uno strumento di navigazione per assistere con la geolocalizzazione per veicoli orbitanti e lander.

Ad ottobre 2018 la NASA pubblicò la gara Lunar Surface Instrument and Technology Payload (LSITP) per individuare ulteriori carichi tecnologici/scientifici non prodotti direttamente dall'Agenzia. Ulteriori 12 carichi furono annunciati a luglio 2019, frutto di elaborazioni da parte di aziende private e università:
- MoonRanger, piccolo rover con la capacità di muoversi oltre il range di comunicazione con un lander. Proposto da Astrobotic Technology, Inc.
- Heimdall, un sistema di fotocamere proposto da Planetary Science Institute.
- Lunar Demonstration of a Reconfigurable, Radiation Tolerant Computer System, dimostrerà una tecnologia capace di sopportare livelli di radiazione. Proposto dalla Montana State University.
- Regolith Adherence Characterization (RAC), determinerà come la regolite si attacca a una data gamma di materiali. Proposto da Alpha Space Test and Research Alliance, LLC.
- The Lunar Magnetotelluric Sounder, caratterizzerà la struttura e composizione del mantello lunare, studiandone i campi magnetici e elettrici. Proposto dal Southwest Research Institute.
- The Lunar Surface Electromagnetics Experiment (LuSEE), misurerà fenomeni elettromagnetici sulla superficie lunare. Proposto dall'University of California di Berkeley.
- The Lunar Environment heliospheric X-ray Imager (LEXI), catturerà immagini dell'interazione tra i venti solari e la mangentosfera terrestre. Proposto dalla Boston University.
- Next Generation Lunar Retroreflectors (NGLR), servirà da target sulla Terra per effettuare misurazioni laser della distanza con la Luna. Proposto dall'University of Maryland.
- Lunar Compact InfraRed Imaging System (L-CIRiS), un radiometro a infrarossi per esplorare la composizione e temperatura della superficie lunare. Proposto dall'University of Colorado.
- Il Lunar Instrumentation for Subsurface Thermal Exploration with Rapidity (LISTER), strumento disegnato per misurare il flusso di calore proveniente dall'interno della Luna. Proposto dalla Texas Tech University.
- PlanetVac, tecnologia per acquisire e trasferire regolite lunare.Proposto da Honeybee Robotics, Ltd.
- SAMPLR: Sample Acquisition, Morphology Filtering, and Probing of Lunar Regolith, strumento con rbaccio robotico per acquisire regolite. Proposto da Maxar Technologies.